# 1993 RP
1993 RP – planetoida z grupy obiektów transneptunowych.

## Odkrycie
Planetoida została odkryta 15 września 1993 roku przez amerykańskich astronomów Davida Jewitta i Jane Luu w obserwatorium na Mauna Kea.
Planetoida nie posiada jeszcze nazwy ani numeru, a jedynie oznaczenie prowizoryczne.

## Orbita
Wykonano zaledwie 6 pomiarów pozycji w czasie ok. 2 dni obserwacji, dlatego orbita 1993 RP wyznaczona jest z niezbyt wielką dokładnością.
Nachylona jest ona do płaszczyzny ekliptyki pod kątem około 2,6°. Na jeden obieg wokół Słońca ciało to potrzebuje ok. 247 lat, krążąc w średniej odległości ok. 39,3 j.a. od Słońca. Przypuszczalnie jest to plutonek; pozostaje on w rezonansie orbitalnym 3:2 z Neptunem.

## Właściwości fizyczne
Przypuszcza się, że 1993 RO ma średnicę ok. 70 km, a jego albedo wynosi ok. 0,1. Jego jasność absolutna to ok. 9,0m.